# رفتار جمعی
رفتار جمعی رفتاری است عاطفی که بر اثر وضع یا حادثه‌ای از شخص یا اشخاصی سر می‌زند و بر اثر واگیری اجتماعی به دیگران منتقل می‌شود و در نتیجه گروه کمابیش متجانسی به وجود می‌آید.
شکل این انتقال و ارتباط، ممکن است یک مکالمه یا یک ارتباط یک‌سویه باشد. به همین ترتیب، شیوه بسیج مردم برای کنش نیز یکسان نیست. یک مورد، ممکن است از سوی کنش‌گری آغاز شود؛ که صرفاً نمونه‌ای را به‌وجود می‌آورد و قصد ندارد گروهی را به‌سوی کنشی، رهبری کند و ممکن است از سوی رهبری آغاز شود که به‌صورت خودجوش سر برآورده است؛ یا ممکن است از سوی سازمان توطئه‌گری طراحی شده باشد. شکل ارتباط و تعامل در تعیین زمان‌بندی، محتوا، اندازه و گسترهٔ یک مورد رفتار جمعی بسیار حائز اهمیت است.